# Vengi
Il regno Vengi si estendeva dal fiume Godavari nel nord fino al monte MahendraRANA a sudest e appena a sud delle rive del fiume Krishna.
Durante il periodo dell'impero Maurya, Vengi fu sotto la dominazione Kalinga e aveva come capitale una città presso Eluru